# أوتاكي (كاليفورنيا)
أوتاكي منطقة تقع إدارياً ضمن مقاطعة بوت (كاليفورنيا) في الولايات المتحدة.